# Bünde
Bünde è una città di 45 364 abitanti della Renania Settentrionale-Vestfalia, in Germania.
Appartiene al distretto governativo (Regierungsbezirk) di Detmold ed al circondario (Kreis) di Herford (targa HF).
Bünde si fregia del titolo di "Media città di circondario" (Mittlere kreisangehörige Stadt).

## Gemellaggi[2]
- Jakobstad, dal 1968
- Leisnig, dal 1990
- Catenanuova, dal 2020